# Dolichopus ungulatus
Dolichopus ungulatus es una especie de mosca de la familia Dolichopodidae.

## Distribución
Se distribuye por Europa.